# Пиявиця (Сень)
Пиявиця (хорв. Pijavica) — населений пункт у Хорватії, у Лицько-Сенській жупанії у складі міста Сень.

## Населення
Населення за даними перепису 2011 року становило 262 осіб.